# Palma Real, Veracruz
Palma Real är en ort i Mexiko.   Den ligger i kommunen Benito Juárez och delstaten Veracruz, i den sydöstra delen av landet, 180 km nordost om huvudstaden Mexico City. Palma Real ligger 332 meter över havet och antalet invånare är 621.
Terrängen runt Palma Real är kuperad, och sluttar söderut. Runt Palma Real är det ganska tätbefolkat, med 96 invånare per kvadratkilometer. Närmaste större samhälle är Benito Juárez, 11,6 km nordväst om Palma Real. Trakten runt Palma Real består till största delen av jordbruksmark.